# José Rovirosa
José Narciso Rovirosa Hernández o José Rovirosa o José María Rovirosa (San Francisco de Campeche, Yucatán, Nueva España, 29 de octubre de 1782 -  San Juan Bautista, Tabasco, 26 de septiembre de 1832) fue un político mexicano, que nació en la ciudad de San Francisco de Campeche, pero desde pequeño sus padres lo llevaron a vivir a San Francisco de Macuspana, Tabasco, estado del que llegó a ser gobernador, primero como interino y después como el cuarto Gobernador Constitucional.
Fue el primer Gobernador en la historia de Tabasco en presentar un informe de actividades.

## Primeros estudios y cargos
José Rovirosa nació en la Villa y Puerto de San Francisco de Campeche, el 29 de octubre de 1782, como constan los registros del Libro de Bautismo No. 14 Folio 141 de la Parroquia del Sagrario de la Catedral. Sus Padres fueron el Catalán José Rovirosa Romero y Rafaela Hernández Tuñones. 
Sus primeros estudios los realizó en San Francisco de Campeche y en Mérida. Posteriormente, en la primera década del siglo XIX paso a radicar en la villa de San Francisco de Macuspana, Tabasco, y se dedicó a la agricultura. Más tarde, durante la guerra de Independencia se afilió como realista fiel a la Corona Española en la Milicia provincial de Tabasco.
Rovirosa en plena lucha por la independencia de México era Juez Real en Macuspana, en esta época obtiene el grado militar de Capitán de Milicias Provinciales de Tabasco por nombramiento del Virrey Don Juan Ruiz de Apodaca. Para 1817 es designado Administrador de Correos y Teniente de Gobernador del Propio Partido de Macuspana. Posteriormente ocupa el cargo de Primer Vocal de Gobierno en julio de 1830.

## Gobernador interino de Tabasco
De ideas centralistas, la primera ocasión en que ocupó el cargo de gobernador de Tabasco, fue en forma interina, en su calidad de Primer Vocal del Consejo de Gobierno, Rovirosa fue nombrado gobernador interino sustituyendo a José Eusebio Magdonel quien goberbaba en forma interina, y que había concluido su período como Primer Vocal del Consejo, y por consiguiente tuvo que dejar la gubernatura del estado a Rovirosa, el 18 de agosto de 1830.
El 21 de agosto de ese año, por decreto del Congreso del Estado y sancionado por el gobernador Rovirosa, se ordenaba que se eligiese nuevo gobernador el 24 del mismo mes y año, y por decreto sancionado por el propio Rovirosa el 23 de agosto se declaraba vacante el cargo de Vicegobernador que había ocupado Juan Dionisio Marcín.

## Gobernador de Tabasco
Realizadas las elecciones el 24 de agosto de ese mismo año, resultaron designados José Rovirosa para Gobernador y José María Echalaz para Vicegobernador, tomando posesión de sus cargos al día siguiente 25 de agosto de 1830. En ese mismo año, Rovirosa sancionó un decreto que declaraba beneméritos del estado a Francisco Palomino y a Amado Vicario.
José Narciso Rovirosa Hernández fue el primer gobernador de Tabasco que rindió un "informe de sus actividades" al publicar el 15 de agosto de 1831, una "Memoria" primera en su tipo en la historia de Tabasco.

### Segunda Constitución Política del estado

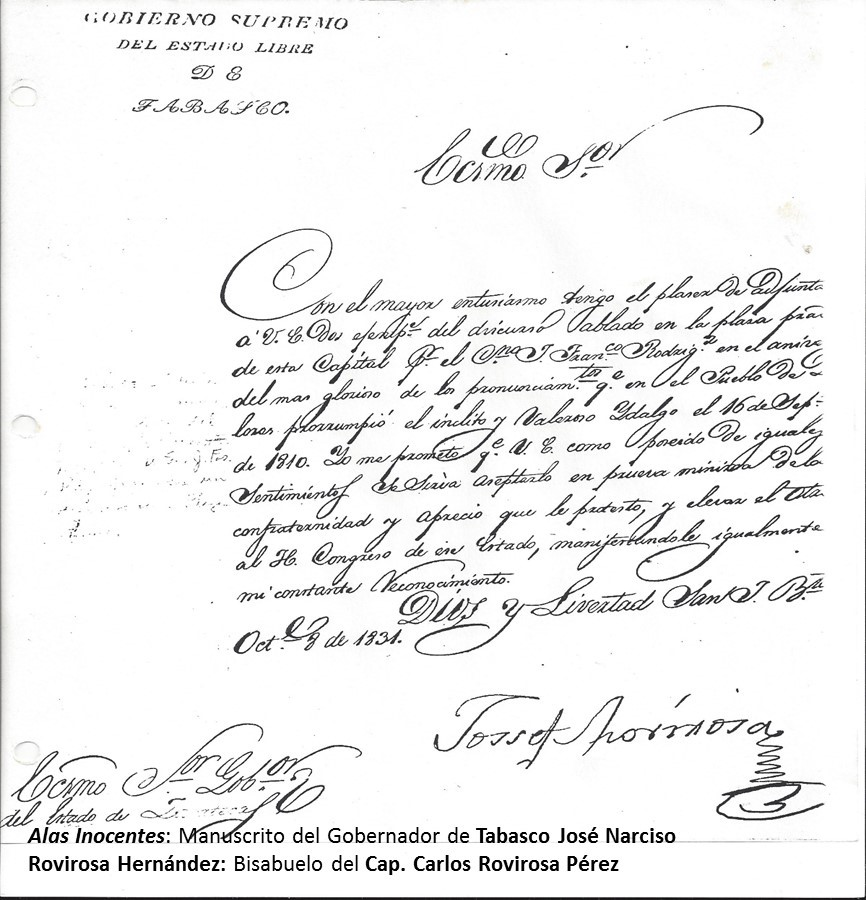
Manuscrito elaborado y firmado por el gobernador Rovirosa el 8 de octubre de 1831.

Durante su gobierno, el Congreso del Estado promulgó la segunda Constitución Política del Estado, el 15 de noviembre de 1831, conocida como la "Constitución Centralísta", siendo sancionada por el gobernador José Rovirosa al día siguiente.
La  suscribieron: Nicolás Dolores Oropeza(presidente) Joaquín Burelo, Juan de Dios Salazar, Eduardo Correa, Francisco María de Tejeda, Manuel José Hernández (secretario) y Felipe de Prado (secretario) y José Mauricio Ferrer.
En dicha Constitución, en su artículo 114 se dispuso que el Gobernador del Estado duraría en su puesto dos años, pudiendo ser reelecto por una sola vez.

### Guerra civil (1832 - 1834)
En 1832 se registraron en Tabasco varios alzamientos militares, debido a la disputa que existía a nivel nacional entre Antonio López de Santa Anna y el presidente Anastasio Bustamante. El militar Mariano Martínez, quien era ferviente seguidor de López de Santa Anna, se alió con Evarísto Sánchez y se alzó en armas en contra del gobernador Rovirosa que apoyaba al Presidente Bustamante, apoyados por fuerzas de Cunduacán y de la capital del estado, lograron imponerse al gobernador. 
Ante tal situación, el gobernador Rovirosa se adhiere al movimiento de Antonio López de Santa Anna, por lo cual rompe relaciones con Francisco Palomino, quien era el comandante general del estado de Tabasco. José Rovirosa dio un golpe militar y lo destituyó debido a los excesos y violaciones cometidos por Palomino, nombrando a Mariano Martínez nuevo comandante militar del estado.

### Segunda invasión de los Chenes
Ante la adhesión del gobernador Rovirosa al movimiento en favor de Santa Anna, desconociendo al Presidente Bustamante, los gobernadores bustamantistas José Segundo Carvajal de Yucatán e Ignacio Gutiérrez de Chiapas, enviaron una escuadrilla de 500 soldados campechanos al mando de José del Rosario Gil, quien atacó la capital la cual estaba defendida por el Comandante Mariano Martínez de Lejarza, en lo que se llamó la "Segunda invasión de los Chenes". El ataque obligó a que gran parte de la población de San Juan Bautista, huyera a los pueblos de Atasta y Tamulté.
La milicia tabasqueña y los habitantes que quedaron, se prepararon para la defensa en Acachapan a orillas del Grijalva en el fortín "Lebrón Pedraza" en donde se desató la batalla el 25 de julio de 1832, obteniendo el triunfo los tabasqueños, desde entonces fue considerada heroica en la historia local. Sin embargo, la guerra civil en el estado, culminaría hasta julio de 1834.

## Fallecimiento
José Narciso Rovirosa Hernández , falleció en San Juan Bautista a las 12 del día del 26 de septiembre de 1832 mientras se encontraba desempeñando las funciones de Gobernador Cosntitucional del estado. Por lo que el Congreso del Estado realizó elecciones extraordinarias, en las que resultó ganador Manuel Buelta, quien tomó posesión del cargo el mismo día 26 de septiembre.